# Gräsberget (naturreservat, Leksands kommun)
Gräsberget är ett naturreservat som omfattar en del av berget med samma namn i Leksands kommun i Dalarnas län.
Området är naturskyddat sedan 1993 och är 1 hektar stort. Reservatet består av gammal granskog på bergets nordsluttning.